# 北方町立南学園
北方町立南学園（きたがたちょうりつ みなみがくえん）は、岐阜県本巣郡北方町にある公立の義務教育学校。
2023年（令和5年）4月開校。開校時の児童生徒数は501人。

## 概要
- 2018年（平成30年）、北方町の3つの小学校（北方小学校・北方西小学校・北方南小学校）と1つの中学校（北方中学校）を2つの義務教育学校に再編する「北方学園構想」が町長により施策決定され[1]、2019年（令和元年）6月に北方学園構想の基本計画が取りまとめられる[2]。これにより北方南小学校の通学区域に義務教育学校（南学園）を設置することとなる。
- 校地は北方南小学校の校地を転用し、校舎は従来の北方南小学校の校舎を転用。特別教室棟を増築、体育館の改築などが行われた[2]。
- 開校の2023年度は、1〜6年生が前期課程、7〜9年生が後期課程とし、特別支援学級として「なかよし」と「かがやき」を設置。1～4年生は学級担任制、5・6年生は一部教科担任制、7〜9年生は教科担任制であった[3]。2024年度からは3部制とし、1〜4年生が1部、5〜7年生が2部、8・9年生を3部に変更[4]。また、北方町独自の教科「北方科」が導入されている[3]。
- 南学園及び北学園を合わせて、北方学園と称する[3]。
- 町立進学塾が設置されている。これは北方中学校から北学園と南学園に分離したことから進学や友達関係などへの不安を解消を目的とするものである。設置は2023年度と2024年度の2年間であり、2023年度は8・9年生対象、2024年度は9年生が対象である[5]。

## 通学区域
北方南小学校の通学区域を引き継いでいる（自治会名を表記）。
- 柱本、高屋、高屋丸の内、高屋条里、高屋白木1丁目、高屋白木2丁目、高屋白木3丁目、高屋伊勢田1丁目、高屋太子町

## 沿革
- 2023年（令和5年）
  - 4月1日 - 開校。
  - 4月7日 - 開校式が行われる。

## 交通アクセス

### 交通機関
- 岐阜バス「高屋」バス停下車、徒歩約5分
  - JR東海道本線・高山本線「岐阜駅」（JR岐阜駅バスターミナル）及び名鉄名古屋本線・各務原線「名鉄岐阜駅」（名鉄岐阜のりば）より、北方河渡線【G61】芝原6丁目行き
  - JR東海道本線穂積駅より、大野バスセンター行き

## 周辺施設
- 北方町総合体育館
- 岐阜花き流通センター
- 北方みなみ子ども館